# Reunión de madre e hija
Reunión de madre e hija es el decimotercer episodio de la primera temporada perteneciente a la serie ALF. Anne Meara fue estrella invitada.

## Personajes
- ALF

- Brian

- Lynn

- William

- Kate

- Dorothy

## Historia
Todo comienza cuando ALF está sentado en el sillón con Brian y Willie y Kate traen las pesadas compras, usan sarcasmo con ALF diciéndole "Gracias por no levantarse a ayudarnos" y ALF contesta "No se preocupen, no pensaba hacerlo".
De pronto, se oye el timbre y ALF se va a la cocina y cuando Kate abre ve a su madre.
La madre de Kate fue con ella porque su mejor amiga, Estela, fue a visitar a su hija y ella fue a visitar a la suya antes de ir a Hawái con ella.
La madre de Kate, Dorothy, era muy sobreprotectora y desconocía la existencia de ALF así que ALF debía vivir en el garaje.
Kate ya no soporta más que su madre la trate como una niña, así que decide contarle la existencia de ALF. ALF también quería decirle a Dorothy de su existencia porque no debería vivir en el garaje. Una noche, ALF habló con Willy y Kate para decirle a Dorothy que él existía. ALF quería bajar y esperar a Dorothy y dijo: "Yo hablaré con Dorothy ahora en la cocina, generalmente baja a esta hora por un bocadillo" y ellos se niegan, pero él ya había bajado.
Cuando Dorothy entró en la cocina se podría decir que casi le dio un infarto y ALF habló con ella brevemente esa noche. Al otro día, Dorothy, volvió a entrar en la cocina y al volver a ver a ALF admitió que no era una pesadilla. 
Luego, Willie y Kate llegaron y los vieron hablando. Dorothy comentó que ALF se presentó a sí mismo la noche anterior y ALF dijo que él ya no podía seguir viviendo en el garaje. Luego se disponen a desayunar, para seguir comentando la situación e ingresan Lynn y Brian, quienes se sorprenden de ver a ALF y a su abuela en la cocina. Dorothy sorprendida que se siente a la cabeza de la mesa, que coma en la cocina con todos los demás y que no sabe aún qué come el extraterrestre. William dice que si ALF está cómodo ahí no tiene nada de particular. Siguen discutiendo ya que según Dorothy «este pequeño estropajo de la luna está dominando su casa». La discusión continúa y ALF dice: «O se va ella o me voy yo, ¿qué decides Kate?» y Kate se pone a pensarlo...
La madre de Kate la cuestiona por ponerse a pensar en la decisión y piensa que siempre ha querido echarla, a lo que ALF responde: «¡Te has dado cuenta!». Kate admite la situación a su madre, le dice que la está volviendo loca, ya que quiere hacerse cargo de toda su casa y que la hace sentir inútil. Dorothy niega la situación y culpa a ALF de poner a su hija en su contra utilizando «poderes cósmicos para lavarle el cerebro». Kathe le dice a Dorothy que la ama, pero que cuando esté en su casa, deberá seguir algunas reglas y que la más importante es tratar a su hija como una adulta, le pide que confíe en la educación que ella misma le dio. Dorothy le responde que confía en ella, que la quiere y que lo lamenta. Se abrazan y se disponen a desayunar...
Finalmente se ve a Dorothy regalando un gorro de lana a Brian, a quien le queda grande, pero ella le dice que cuando grande le quedará bien. ALF le dice que mientras tanto, William cubrirá el auto con él. Dorothy le dijo que le tenía un regalo a ALF, ALF entusiasmado le pregunta que qué es. Ella le muestra un gorro con orejeras, le dice que es un bozal y se lo coloca a ALF en la nariz, mientras se ríe.